# Utíkající dívka
Utíkající dívka, nazývaná také Běžící dívka, je exteriérová bronzová plastika před Domem umění ve čtvrti Opava-Město ve městě Opava v okrese Opava. Nachází se také v Opavské pahorkatině v Moravskoslezském kraji a v Horním Slezsku.

## Historie a popis
Autorem díla, které bylo odhaleno v roce 1978, je český výtvarník a akademický sochař Kurt Gebauer  (*1941). Spoluatoři díla jsou Josef Bursík (*1911) a architekt Emil Zavadil (*1936). Plastika ale vznikla již v roce 1974 a  dostala se dokonce na výstavu do belgických Antverp, kde byla zakoupena. V roce 1976 vznikl nový požadavek na kopii díla pro Opavu. Plastika měla být nejprve umístěna v prostoru opavského sídliště Kateřinky, avšak Utíkající dívka v socialistickém pohraničním městě u řeky Opava by prý působila nevhodným dojem emigrantky a proto se hledalo jiné umístění. Dílo ztvárňuje oblečenou běžící dívku s rozevlátými vlasy.

### Další kopie
Totožná plastika je v od r. 1976 v uměleckém parku belgického Middelheimmusea v Middelheimu. Další bronzovou kopii vlastní Národní galerie Praha a zinkový odlitek je v držení Ministerstva kultury České republiky. Gebauer se tématu tohoto díla údajně věnoval již od roku 1968.

### Rozměry díla
| Rozměr díla | /m/  |
| ----------- | ---- |
| Výška       | 1,7  |
| Šířka       | 0,85 |
| Hloubka     | 1,2  |

## Další iformace
Dílo je celoročně volně přístupné. Nachází se na dálkové turistické trase Via Czechia - Stezka Slezskem.

## Galerie

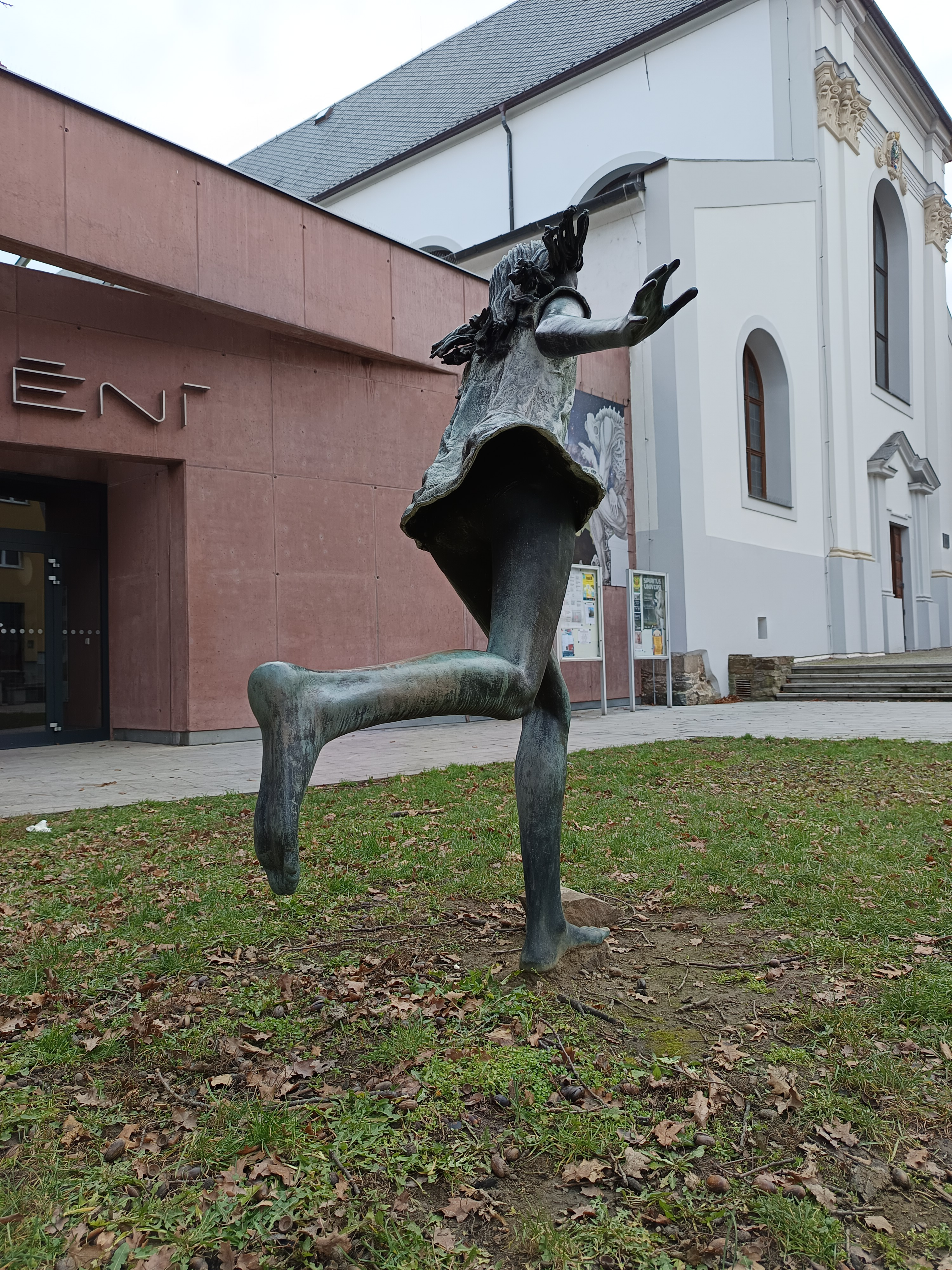
dílo v zádním podhledu